# Ebersberg (distrito)
Ebersberg é um distrito da Alemanha, na região administrativa de Oberbayern, estado de Baviera.

## Cidades e municípios
- Cidades:

1. Ebersberg
2. Grafing

- Municípios:

1. Anzing
2. Aßling
3. Baiern
4. Bruck
5. Egmating
6. Emmering
7. Forstinning
8. Frauenneuharting
9. Glonn
10. Hohenlinden
11. Kirchseeon
12. Markt Schwaben
13. Moosach
14. Oberpframmern
15. Pliening
16. Poing
17. Steinhöring
18. Vaterstetten
19. Zorneding